# Goicoechea
Goicoechea is een stad (ciudad) en gemeente (cantón) in de provincie San José van Costa Rica. Met zijn 133.500 inwoners is deze gemeente de negende grootste van het land.
De gemeente wordt onderverdeeld in zeven deelgemeenten (distrito): Guadalupe (de hoofdstad), Calle Blancos, Ipís, Mata de Plátano, Purral, Rancho Redondo en San Francisco.